# Duurzaam wijkcontract

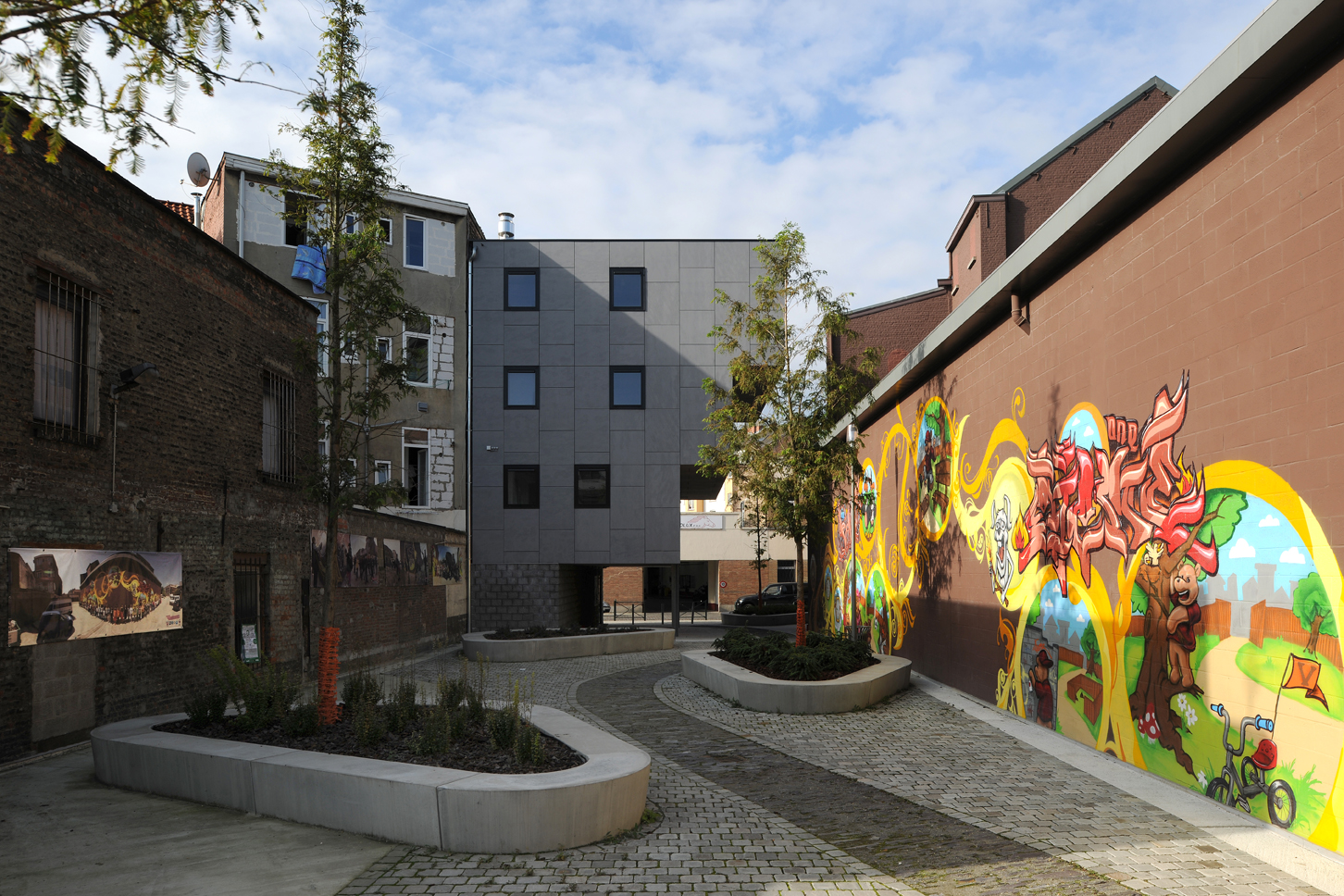
"Kleine Zenne" project, in het kader van het wijkcontract "Werkhuizen-Mommaerts" in Sint-Jans-Molenbeek

Een Duurzaam wijkcontract is een actieplan voor de verbetering van een kwetsbare wijk in het Brussels Hoofdstedelijk Gewest. Het wijkcontract is beperkt in tijd en ruimte en wordt afgesloten tussen het gewest, de gemeente en de inwoners van een Brusselse wijk. Het legt een programma vast met een welbepaalde begroting en omvat zowel middelen voor woningbouw en -renovatie als voor openbare ruimte en publieke infrastructuur, zoals kinderopvang en speelterreinen. Dit stadsvernieuwingsbeleid streeft ernaar in vier jaar een programma te verwezenlijken dat op participatieve wijze tot stand gekomen is. 
Deze 'wijkcontracten', zoals ze bij hun ontstaan in 1993 genoemd werden, werden in 2010 omgedoopt tot 'duurzame wijkcontracten', want de nieuwe ordonnantie van de Brusselse regering hecht bijzondere aandacht aan de milieudimensie en aan het duurzame karakter van de gevoerde acties.
De eerste reeks werd in 1994 opgestart met zes programma's, een tweede in 1997 met vier programma's. Tussen 1999 en 2014 werden jaarlijks vier nieuwe programma's gefinancierd, zelfs vijf in 2000 en in 2001. Sinds 2015 beperkt de Brusselse Hoofdstedelijke Regering hun aantal. Er werden sinds 1994 meer dan 80 wijkcontracten afgesloten, waarbinnen onder andere meer dan 1700 woningen gebouwd of gerenoveerd werden.

## Geschiedenis en wetgevend kader
- Het mechanisme van wijkcontracten in het Brussels Hoofdstedelijk Gewest werd in het leven geroepen via de ordonnantie van 7 oktober 1993 houdende organisatie van de herwaardering van de wijken. De ordonnantie bood een kader om kwetsbare wijken te verbeteren, via een tijdelijke samenwerking tussen gewest, gemeente en private actoren.[2].
- Via de ordonnantie van 28 januari 2010 houdende organisatie van de stedelijke herwaardering werden de wijkcontracten vervangen door zogenaamde duurzame wijkcontracten, met een uitgesproken klemtoon op milieu-aspecten.[2]
- Het systeem van wijkcontracten werd hervormd via de ordonnantie houdende organisatie van de stedelijke herwaardering van 6 oktober 2016, die in werking trad op 1 februari 2017. Deze vervangt de vorige wetgeving en poogt de verschillende instrumenten voor opwaardering van de stedelijke ruimte te bundelen: de duurzame wijkcontracten, stadsvernieuwingscontracten en stedelijk beleid. [3][4][5]

## Interventieperimeter
De duurzame wijkcontracten werden gecreëerd binnen de stadsvernieuwingsgebieden (SVG's), een prioritaire interventieperimeter die zich uitstrekt over een aanzienlijk aantal wijken in volgende gemeenten: Anderlecht, Brussel, Etterbeek, Vorst, Elsene, Jette, Koekelberg, Sint-Jans-Molenbeek, Sint-Gillis, Sint-Joost-ten-Node en Schaarbeek.
Het opzet is prioriteit te verlenen aan wijken met een grote sociale ongelijkheid, met slecht uitgeruste of ongezonde woningen, met een onprettige leefomgeving, waar weinig sociale verbondenheid leeft.

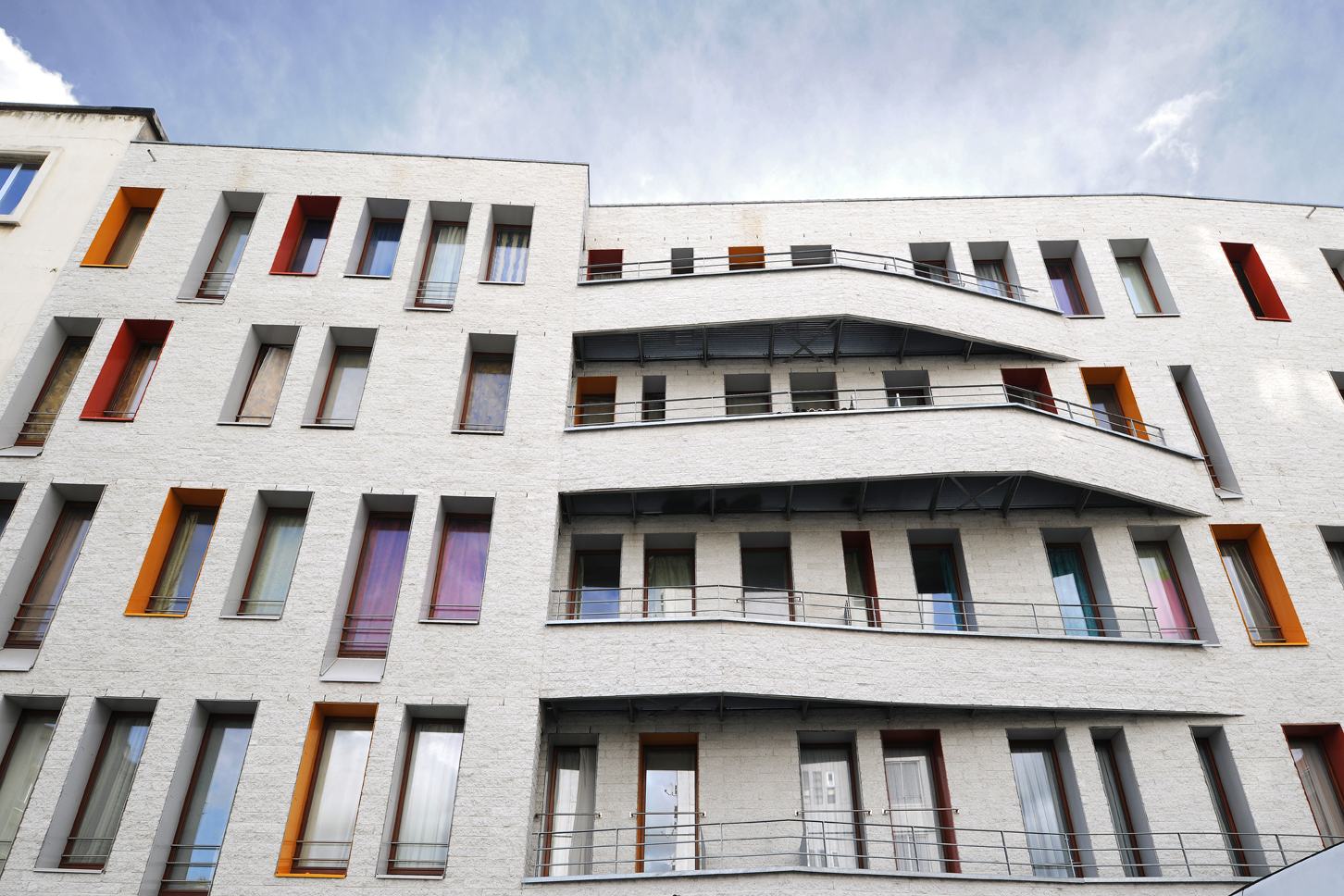
Woningen Loofstraat in Brussel-stad Wijkcontract Van Artevelde
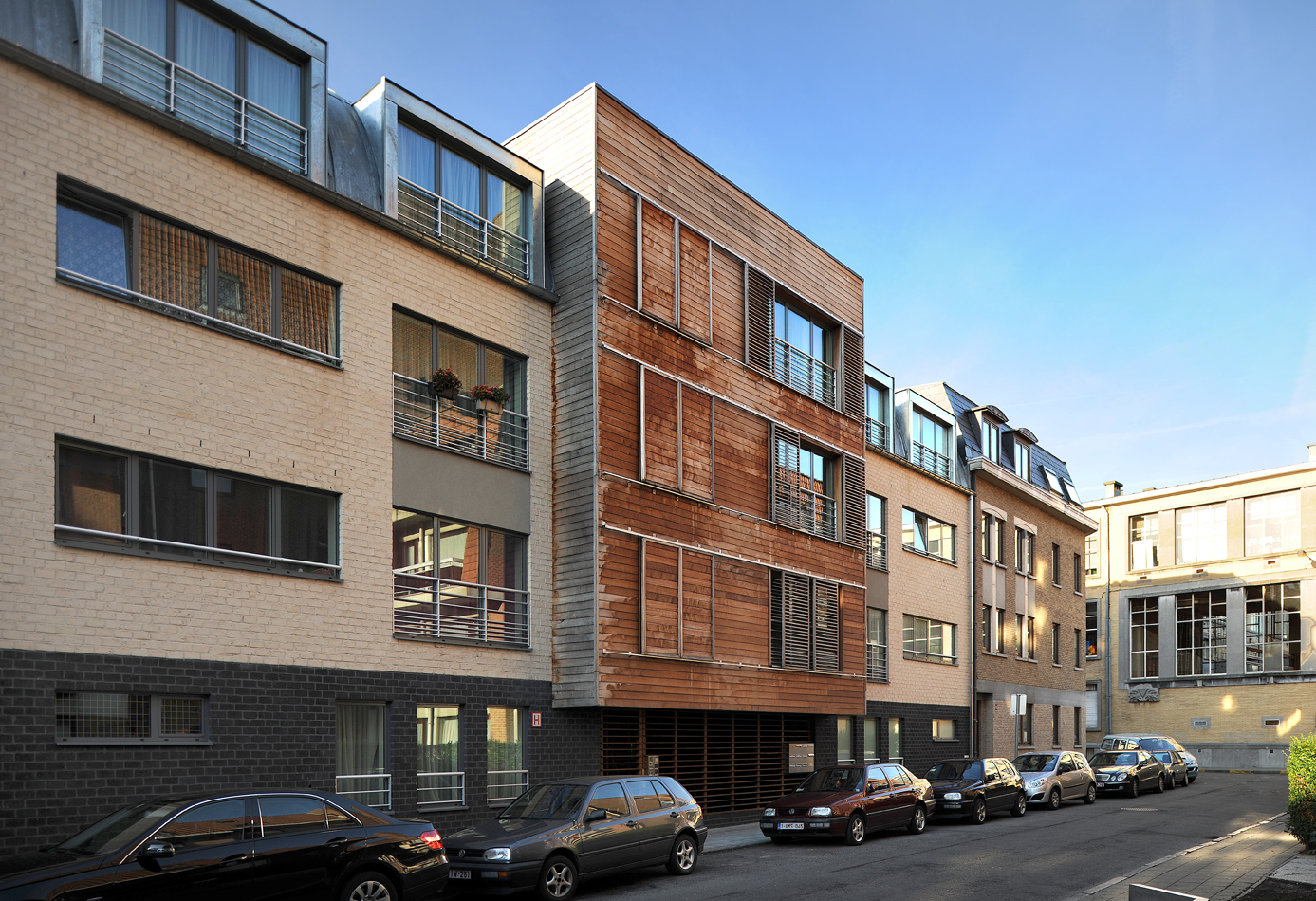
Woningen Weversstraat in Koekelberg Wijkcontract Vanhuffel
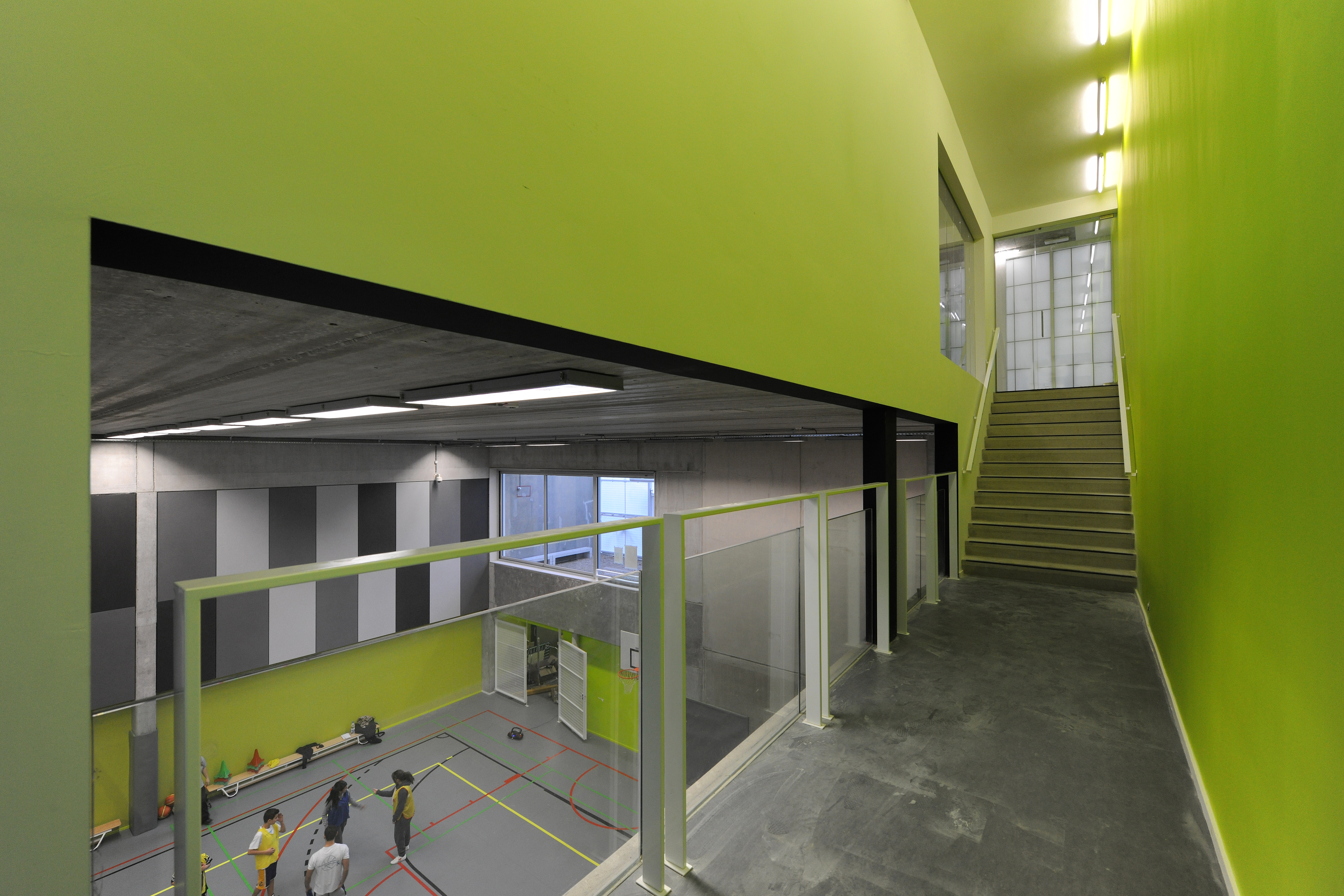
Sportzaal Koninklijke Sinte-Mariastraat in Schaarbeek Wijkcontract Lehon - Kessels
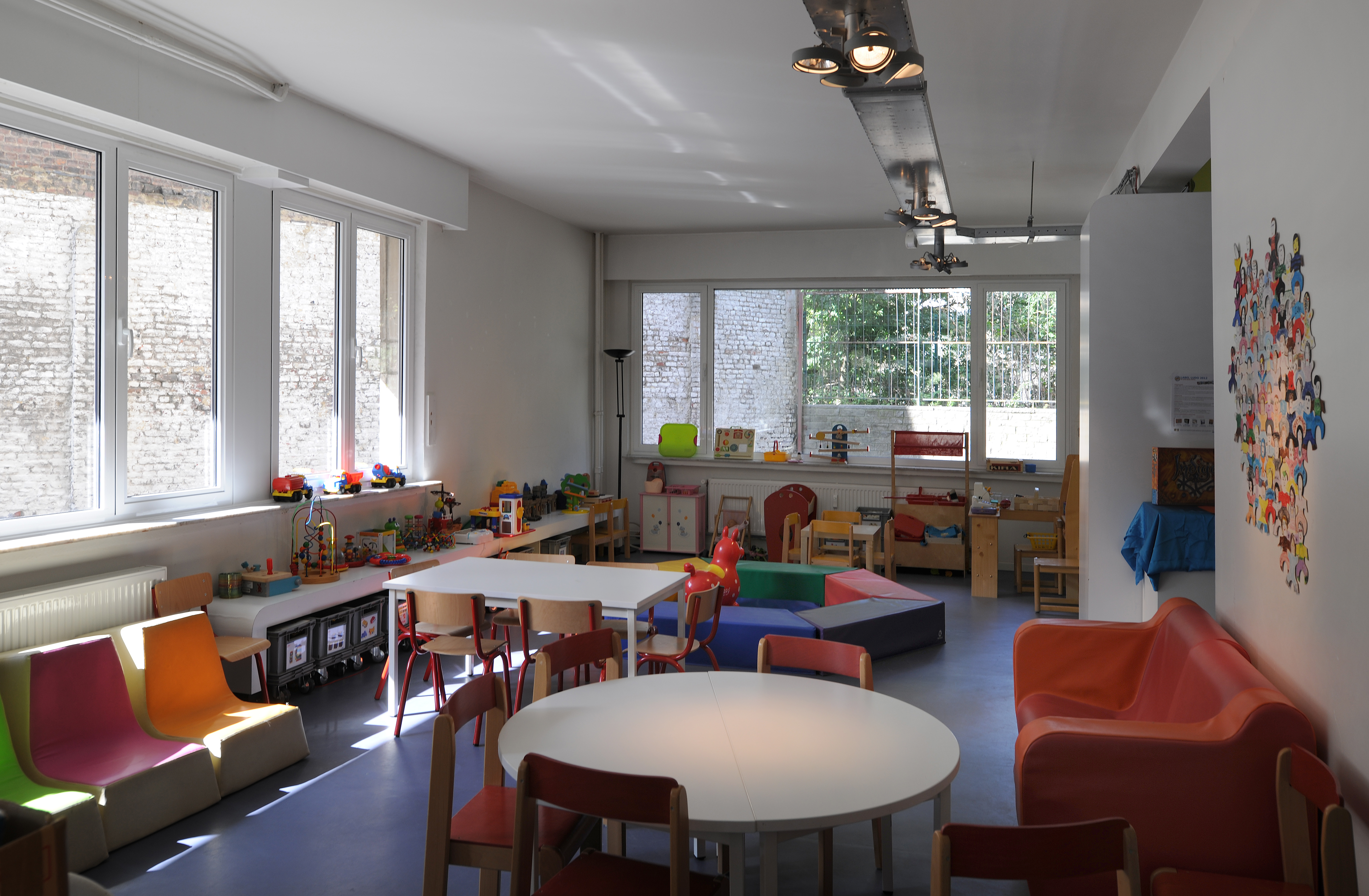
Ludotheek junioren / senioren in Sint-Jans-Molenbeek Wijkcontract Schelde - Maas
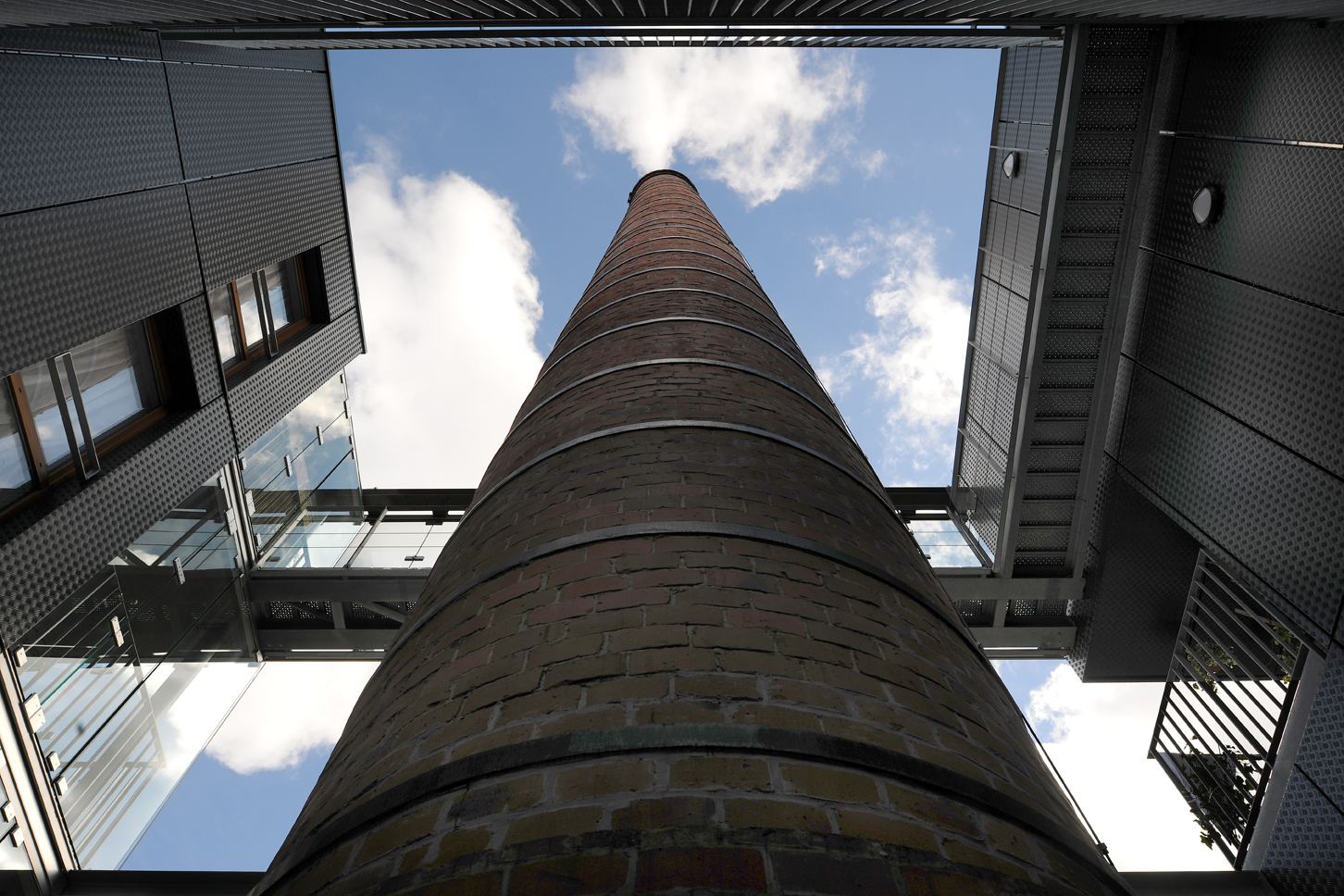
Woning in de voormalige zeepfabriek Heymans Wijkcontract Van Artevelde

## Projecttypes
- Woningen
  - Creatie en renovatie van woningen die prioritair bestemd zijn voor lage inkomens en middeninkomens.
- Buurtvoorzieningen en -infrastructuur
  - Prioriteit aan voorzieningen en infrastructuren voor kleine kinderen en jeugd
- Openbare ruimten
  - Verbetering van de toegankelijkheid van de openbare ruimten, aanleg van nieuwe groene ruimten
- Sociaal-economische acties
  - Verwezenlijking van acties die bijdragen tot een sociale en economische wijkherwaardering dankzij de steun van sociale initiatieven
- Productieve, economische en commerciëre ruimtes
  - Bouw of verbouwing van plaatsen bestemd voor buurtondernemingen en -winkels

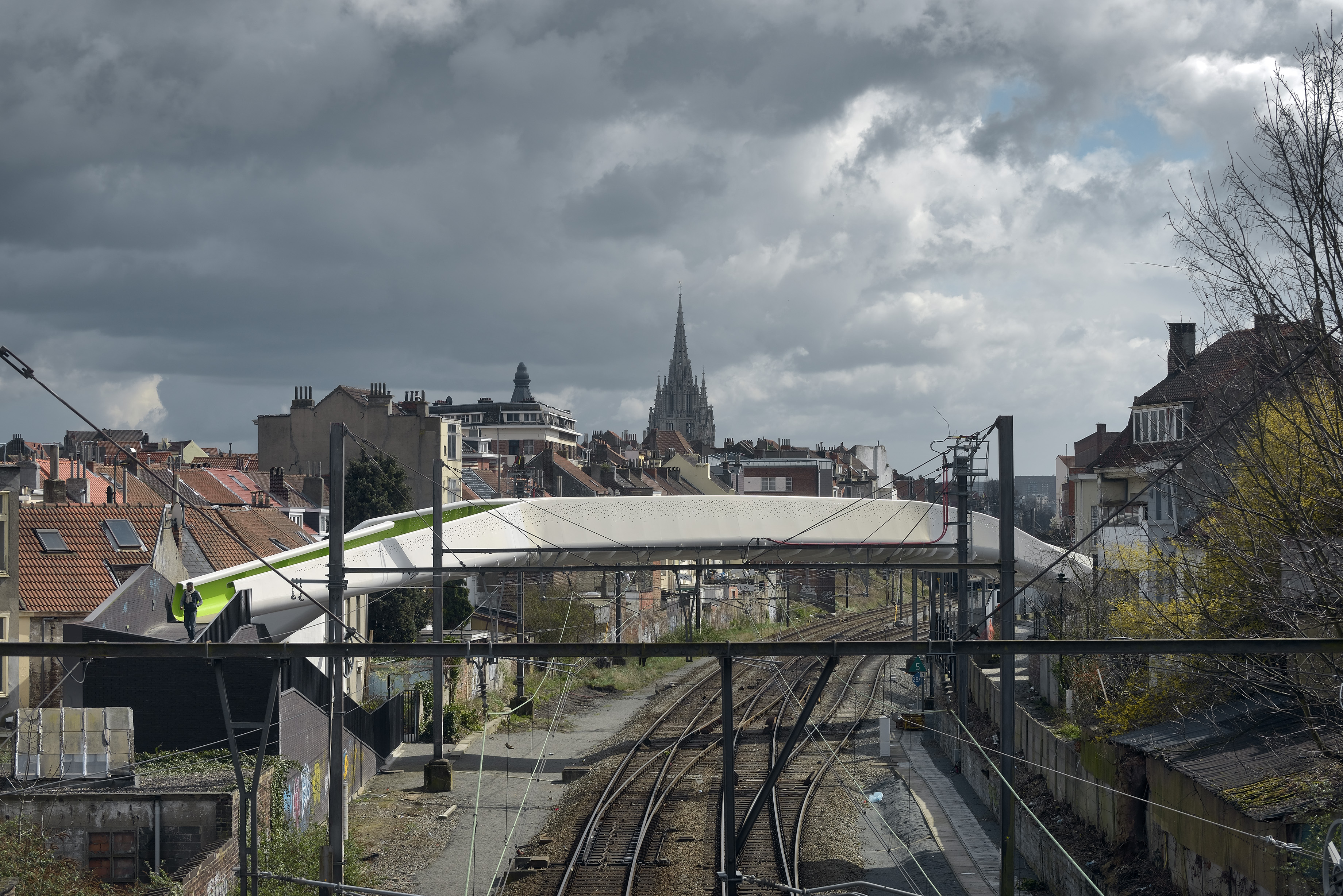
Voetgangersbrug Fransman in Laken Wijkcontract Leopold tot Leopold
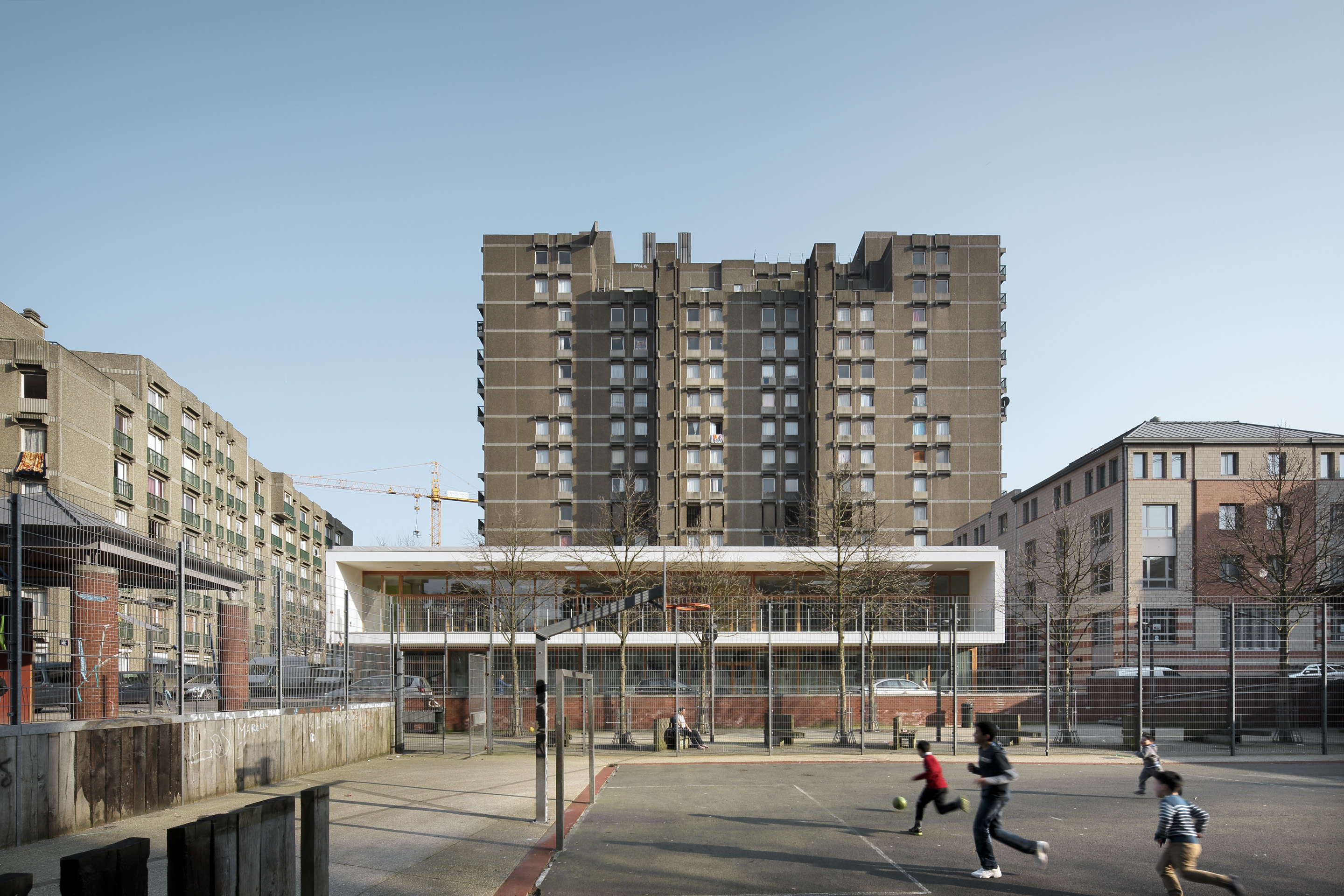
Kinderdagverblijf 'la Dalle de la Querelle' in Brussel Wijkcontract Rouppe
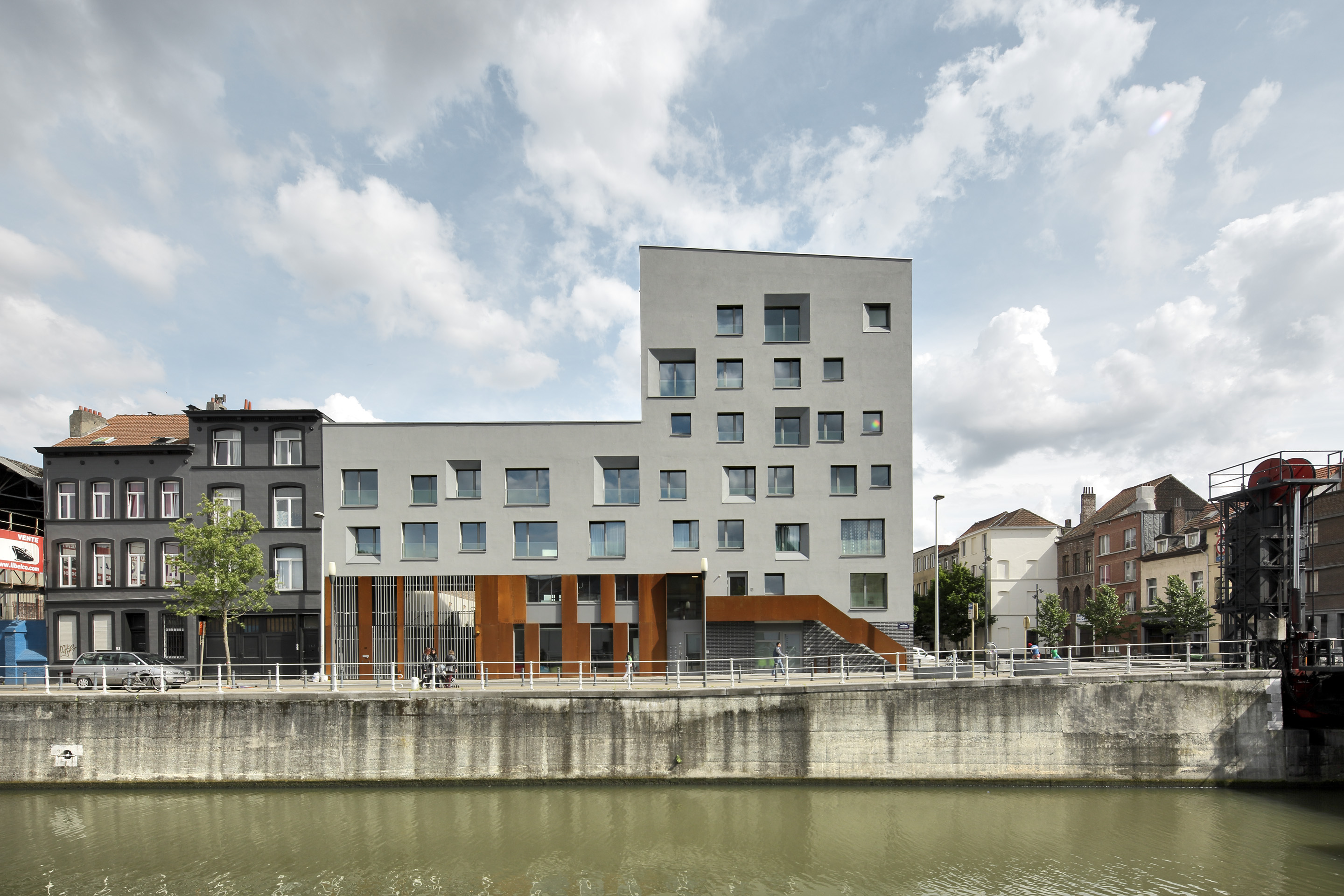
Woningen en voorzieningen Liverpool-Industrie in Sint-Jans-Molenbeek Wijkcontract Sluis - Sint-Lazarus
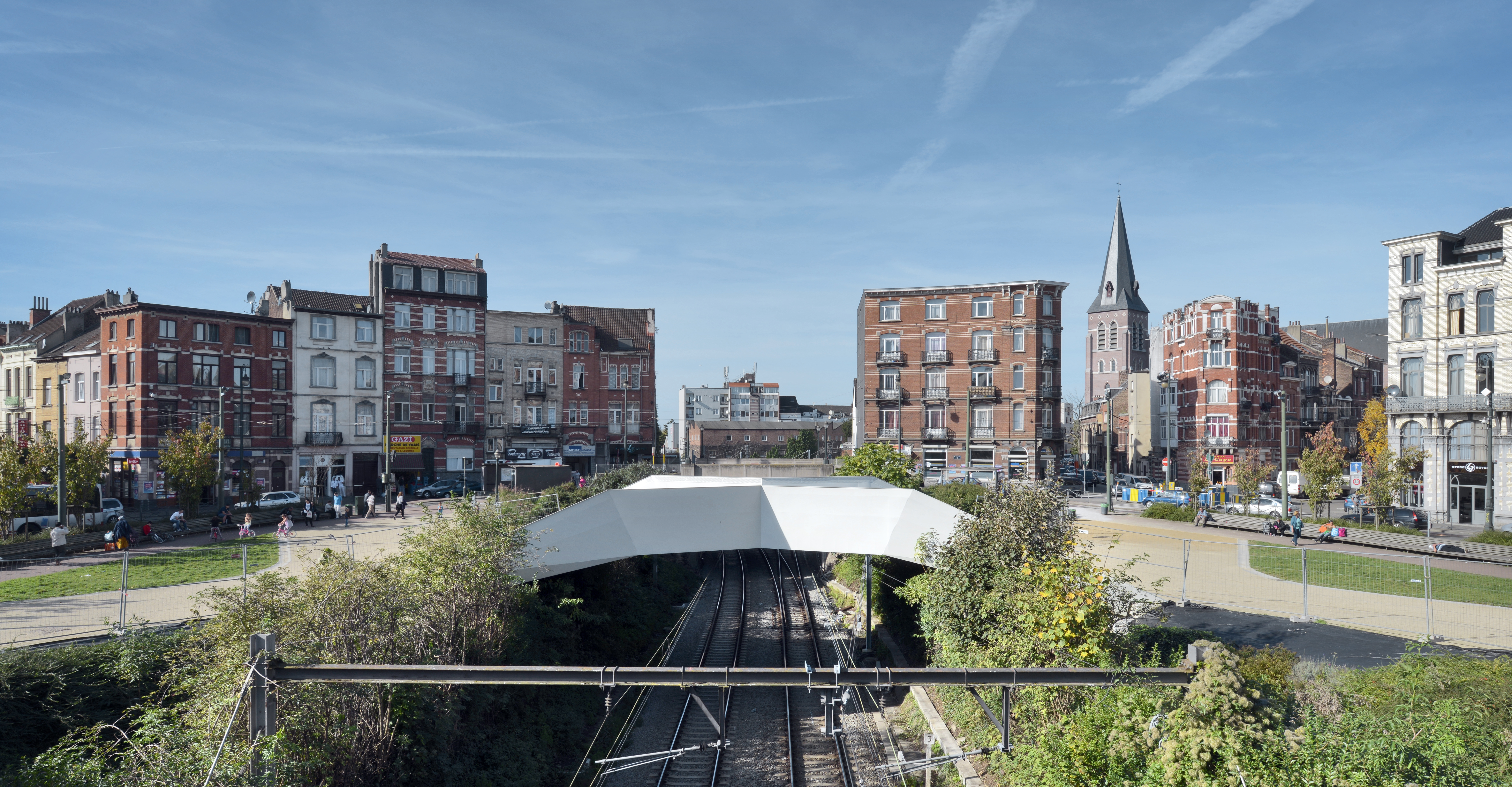
Verboekhovenplein in Schaarbeek Wijkcontract Navez - Portaels
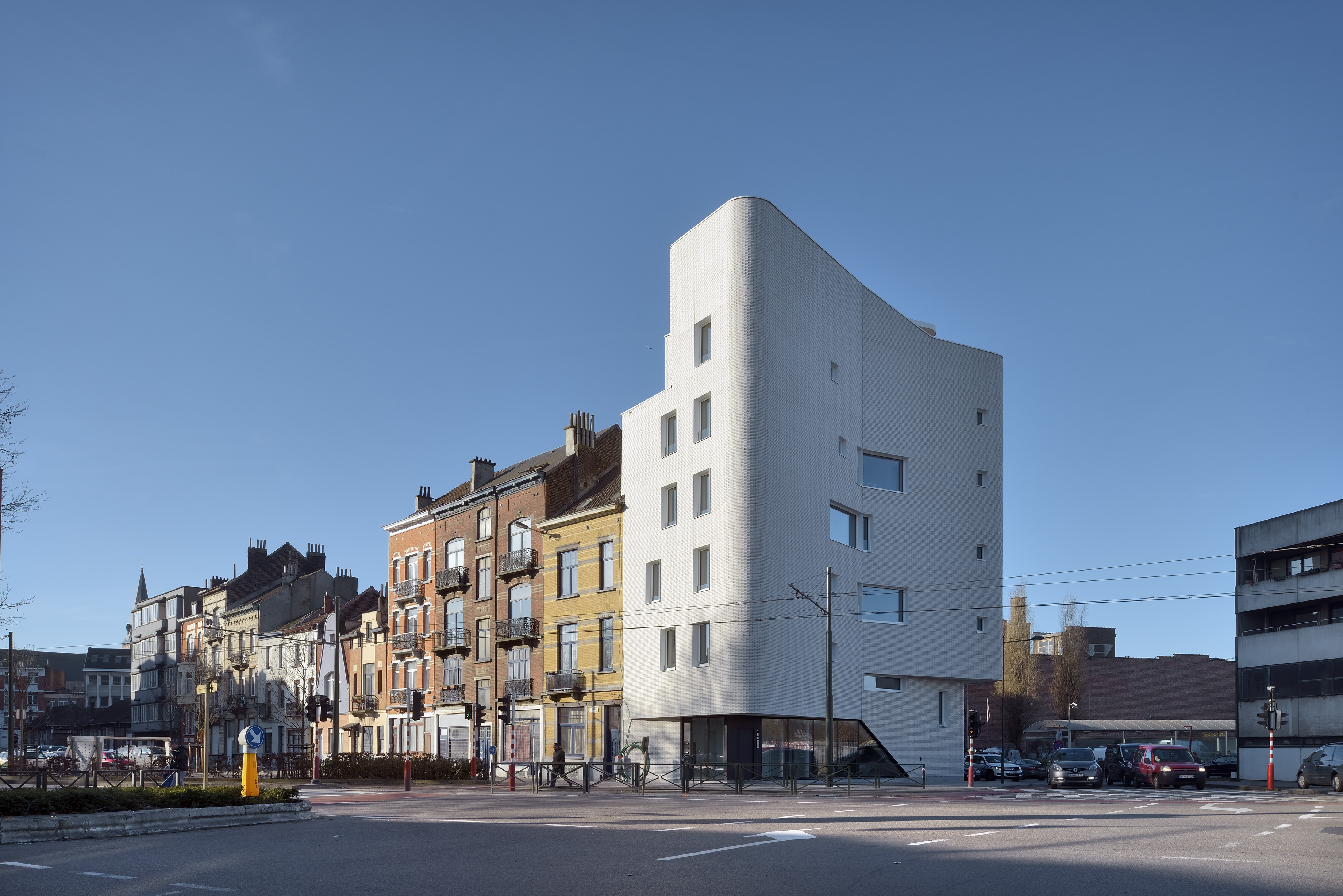
Woningen op de hoek Navez / Portaels in Schaarbeek Wijkcontract Navez - Portaels

## Enkele verwezenlijkte projecten
| Jaar | Project                               | Beschrijving | Studiebureau                    | Wijkcontract       | Gemeente            |
| ---- | ------------------------------------- | --- | ------------------------------- | ------------------ | ------------------- |
| 2016 | Kinderdagverblijf en woningen Brochet | Kinderdagverblijf 24 plaatsen en passiefwoningen                                                                    | R²D² Architecture               | Skepter            | Elsene              |
| 2015 | Woningen Navez - Portaels             | 5 passiefwoningen                                                                                                   | V+ en MS-a                      | Navez - Portaels   | Schaarbeek          |
| 2014 | Gemeenteplein van Sint-Jans-Molenbeek | Heraanleg van het gemeenteplein                                                                                     | A Practice                      | Cinema - Belle-Vue | Sint-Jans-Molenbeek |
| 2014 | Voetgangersbrug Verboekhovenplein     | Voetgangersbrug die de twee kanten van het Verboekhovenplein, de zogenaamde 'Berenkuil', met elkaar verbindt        | MS-a en Ney                     | Navez - Portaels   | Schaarbeek          |
| 2012 | Huis Saint-Denis                      | Kinderdagverblijf 36 plaatsen en Huis van de tewerkstelling en de onderneming                                       | A2M bvba                        | Sint-Denijs        | Vorst               |
| 2012 | Huizenblok Zwanen - Dijk              | 14 lage-energiewoningen                                                                                             | Ledroit – Pierret – Paulet      | Malibran           | Elsene              |
| 2011 | Voormalige zeepfabriek Heymans        | Herstructurering van de zeepfabriek Heymans voor 42 sociale woningen en een kinderdagverblijf voor punctuele opvang | MDW Architecture                | Van Artevelde      | Brussel             |
| 2008 | Sporthal Heyvaert                     | Sporthal en buurthuis                                                                                               | Pierre Blondel Architectes bvba | Heyvaert           | Sint-Jans-Molenbeek |

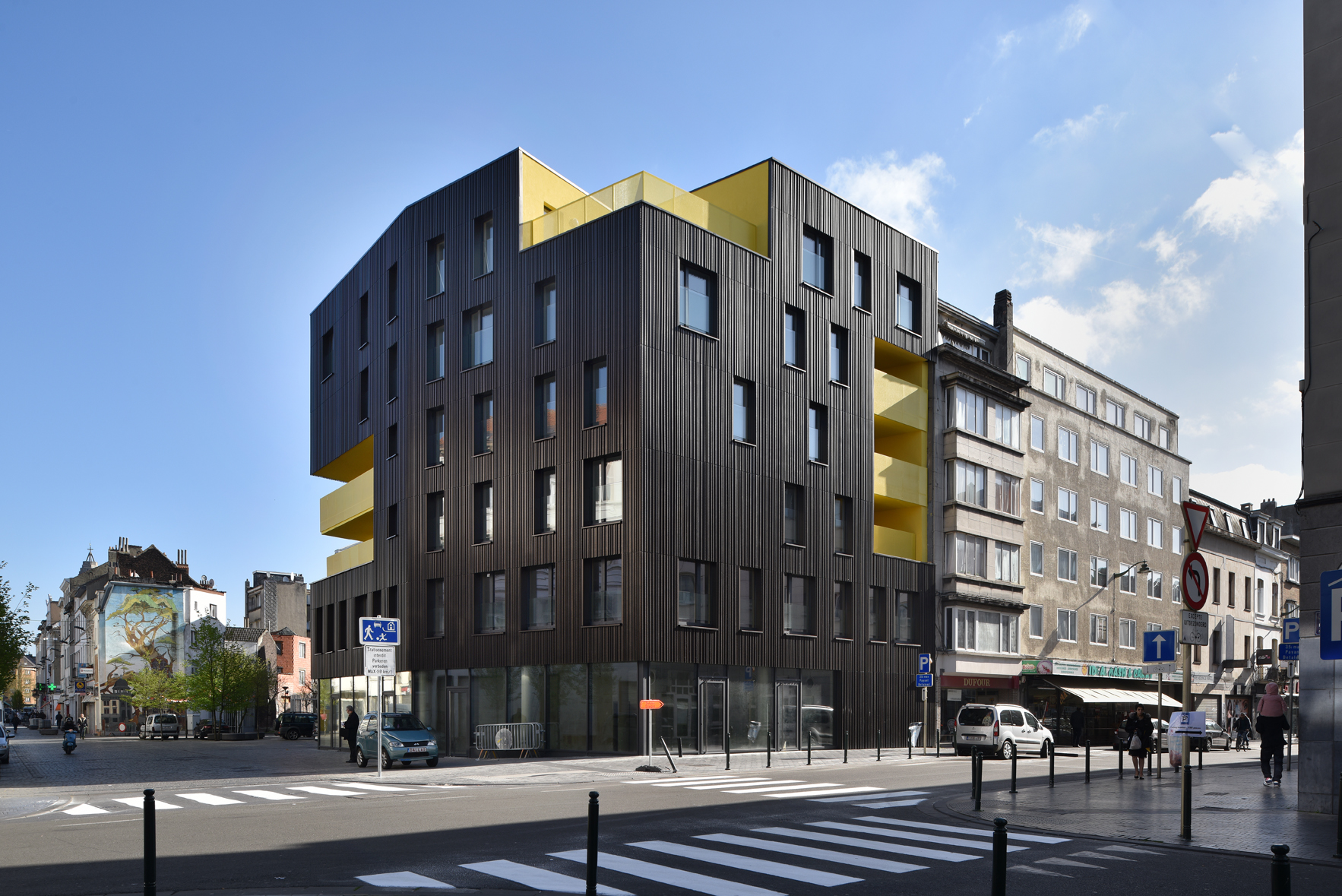
Woningen Gent-Vlaanderen in Sint-Jans-Molenbeek Wijkcontract Bioscoop - Belle-Vue
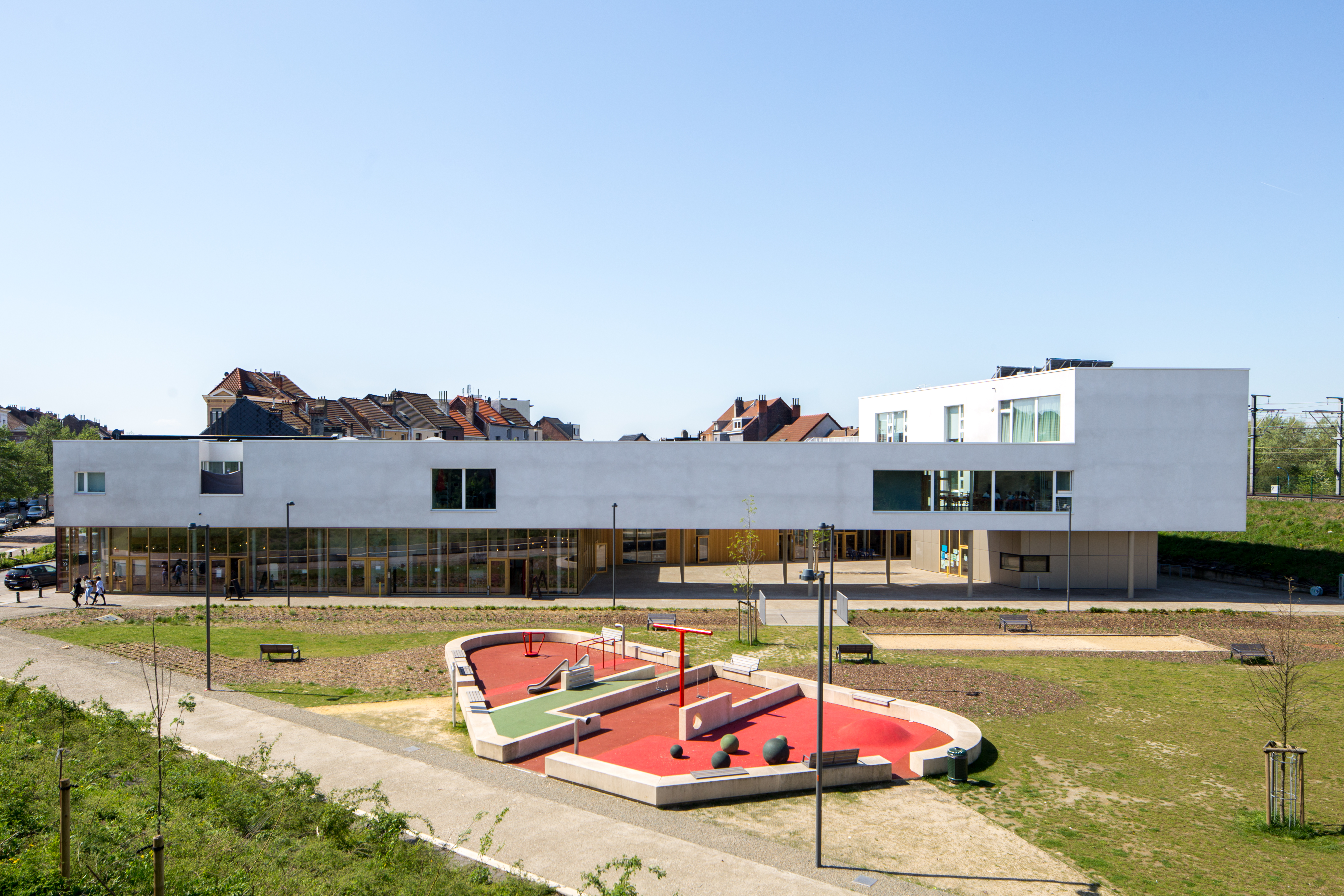
Project Divercity in Vorst Wijkcontract Vroegegroenten - Luttrebrug
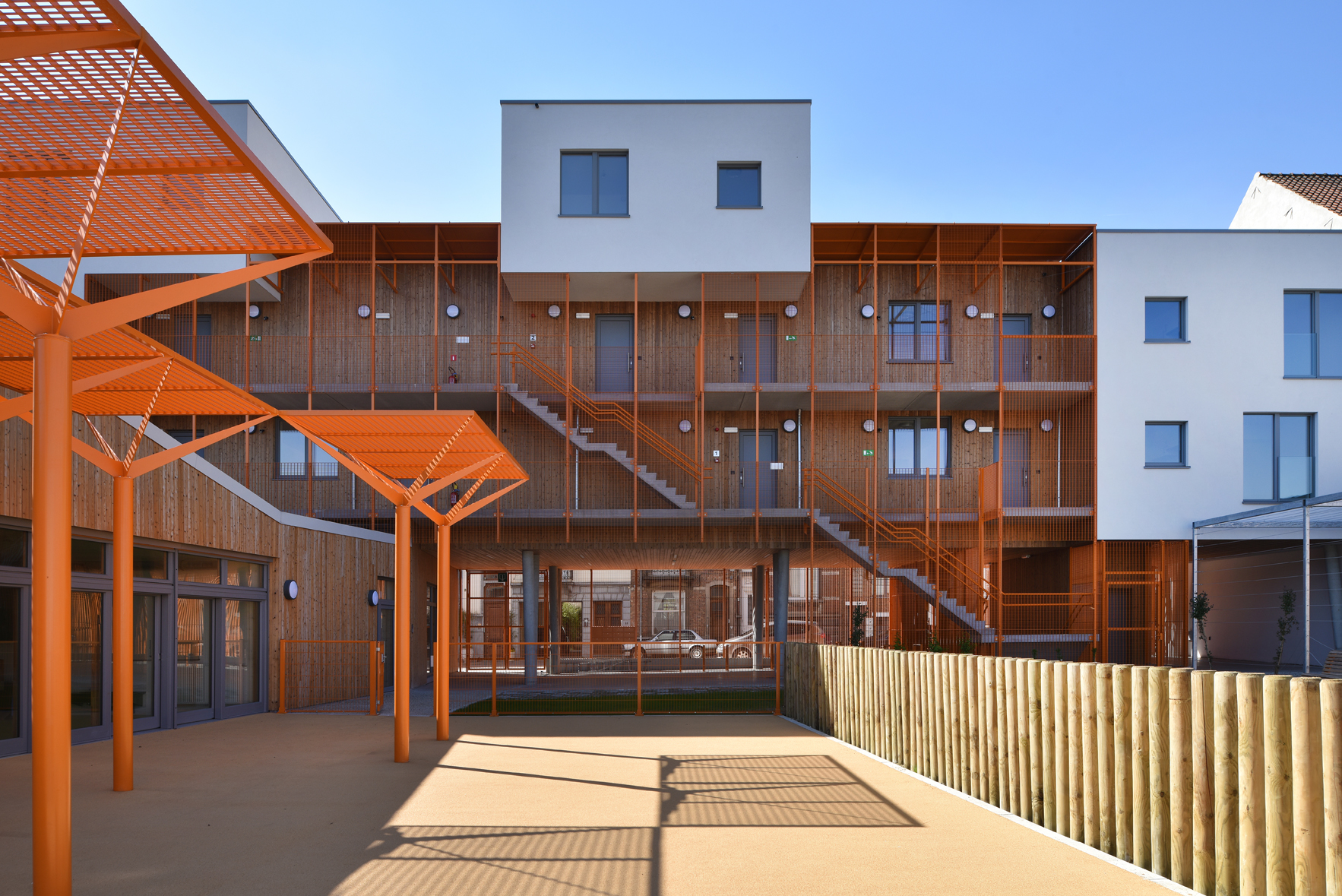
Woningen en kinderdagverblijf Brochet in Elsene Wijkcontract Skepter
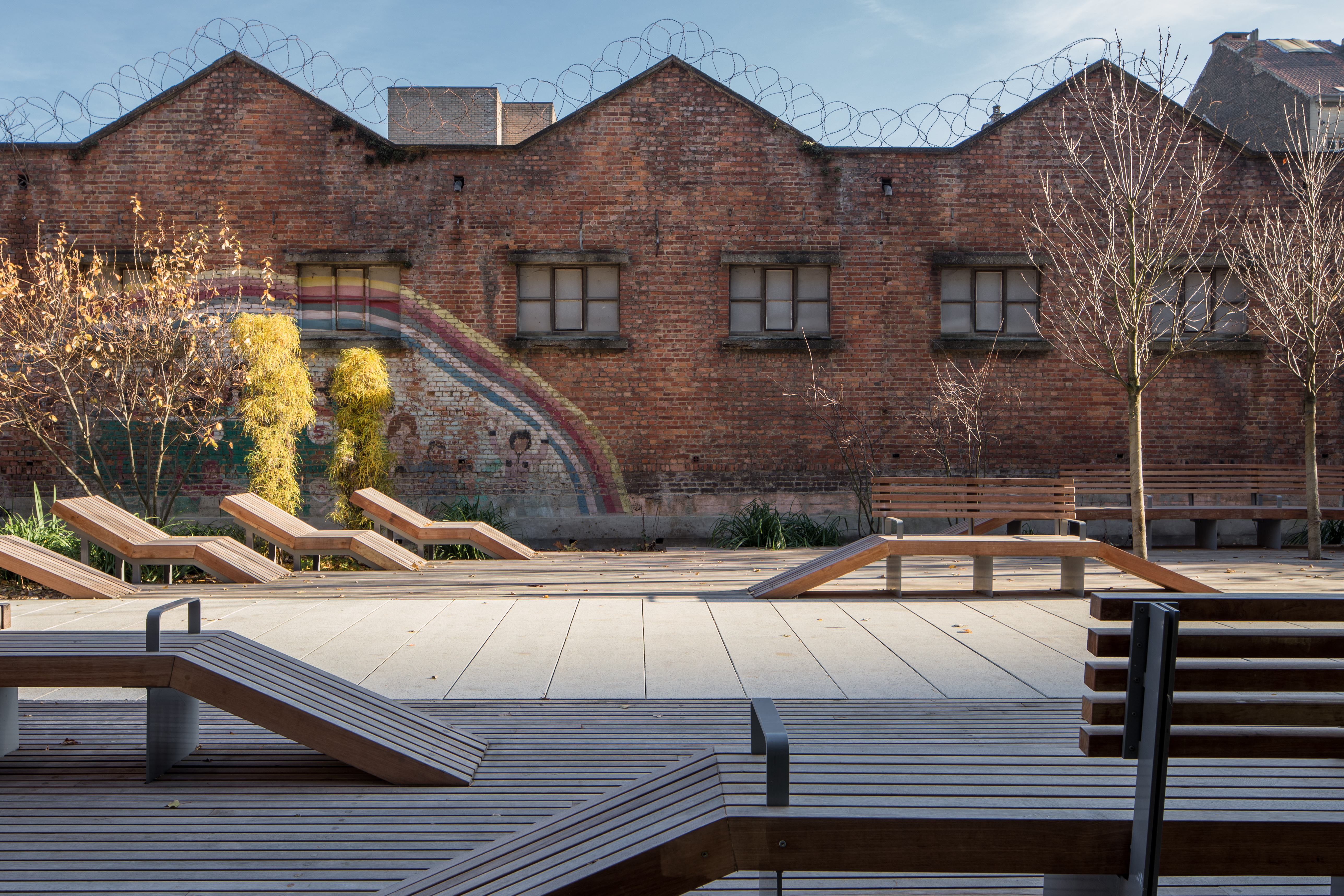
Zennepark in Brussel Wijkcontract Masui